# دولة الإسلام قامت
دولة الإسلام قامت أو أمتي قد لاح فجرٌ هو نشيد جهادي (ترنيمة) غير رسمي لتنظيم الدولة الإسلامية (داعش) . صدر في ديسمبر 2013 وسرعان ما أصبح ذو شعبية بين مقاتلي داعش ووسائل الإعلام. أشارت إليها المجلة الأمريكية ذا نيو ريببلك على أنها الأغنية الأكثر تأثيرًا لعام 2014.